# 気仙沼市立津谷中学校
気仙沼市立津谷中学校（けせんぬましりつ つやちゅうがっこう）は、宮城県気仙沼市本吉町にある公立中学校。

## 概要
津谷地区中心部から津谷川を隔てた高台に位置する中学校で、本吉響高校が隣接する。長らく津谷地区と馬籠地区を学区としていたが、2017年からは小泉中学校区であった小泉地区も対象としている。
校歌は、創立10周年記念式典を行った1958年3月に制定された。作詞は大島出身の水上不二で、作曲は作曲家で数多くの校歌を手掛けた芥川也寸志である。歌は3番まであり、地域に関するフレーズが随所に盛り込まれている。また、応援歌用にアレンジしたバージョンもある。

## 沿革
- 1947年（昭和22年）
  - 4月1日 - 「津谷町立津谷中学校」として、津谷小学校に開校[5]。
  - 4月17日 - 開校式を挙行し、同日を開校記念日に制定[5]。
  - 4月18日 - 授業を開始[5]。
- 1950年（昭和25年）
  - 4月 - 校舎を落成し、移転[6]。学校植林が、文部大臣賞および知事賞として表彰[7]。
  - 5月10日 - 新校舎落成式を挙行[7]。
- 1954年（昭和29年）11月 - 学校植林が、知事賞および県教委賞として表彰[6]。
- 1955年（昭和30年）3月30日 - 町村合併に伴い、「本吉町立津谷中学校」に改称。校旗を制定[6]。
- 1957年（昭和32年）4月7日 - 国土緑化ポスターコンクールにて全国1位となる[7]。
- 1958年（昭和33年）3月3日 - 校歌を制定[4]。
- 1959年（昭和34年） - 管理棟を落成[8]。
- 1965年（昭和40年）6月 - 体育館を落成[6]。
- 1968年（昭和43年）4月 - 特殊学級（現：特別支援学級）を開設[6]。
- 1970年（昭和45年）12月7日 - 給食を開始[9]。
- 1971年（昭和46年）12月 - 県学校保健優秀校として受賞[6]。
- 1975年（昭和50年）
  - 7月 - プールを落成[6]。
  - 12月 - 校木（イチイ）を制定[6]。
- 1976年（昭和51年）9月13日 - 創立30周年記念として、記念碑と新校門を設置、記念誌を発行[7][8][10]。
- 1978年（昭和53年）11月 - 県学校花壇コンクールにて特選を受賞[10]。
- 1989年（平成元年）6月 - 同窓会を結成[7]。
- 1993年（平成5年）12月 - 新校舎を落成[11]。
- 1994年（平成6年）10月 - 新体育館を落成[11]。
- 1996年（平成8年）8月23日 - 全国PTA広報誌コンクールにて文部科学大臣賞を受賞[7]。
- 1997年（平成9年）11月15日 - 創立50周年記念として、記念誌を発行[7]。
- 2009年（平成21年）9月1日 - 気仙沼市への編入合併に伴い、「気仙沼市立津谷中学校」に改称。
- 2011年（平成23年）
  - 3月11日 - 東北地方太平洋沖地震により被災[12]。
  - ユネスコスクールに加盟[13]。
- 2017年（平成29年）4月1日 - 気仙沼市立小泉中学校を統合[14]。

## 部活動

### 運動部
- 野球部
- サッカー部
- 男子バスケットボール部
- 女子バレーボール部
- 男子ソフトテニス部
- 女子ソフトテニス部
- 男子卓球部
- 女子卓球部

### 文化部
- 吹奏楽部
- 美術部

### 特設部
- 陸上部
- 水泳部
- 駅伝部

出典：

## 施設概要
主な施設。括弧内の面積は延床面積を記載。
- 校舎（4,000 m2[2]） - 1993年竣工の鉄筋コンクリート造3階建てで、建築面積は1,593.61 m2である[11][1]。東北設計計画研究所が設計した。各階ともに中廊下を採用し、中央部分には吹き抜けがある[3]。1階東には約260 m2の多目的ホールを、2・3階には各学年それぞれのコモンホールを設け、多様な学習形態に対応している[16][3]。
- 屋内運動場（1,787 m2[2]） - 1994年竣工の鉄骨造2階建て[11]。東北設計計画研究所が設計した[3]。
- 校庭
- クラブハウス
- テニスコート

校舎と屋内運動場は、一般社団法人文教施設協会から平成7年度公立学校優良施設に選ばれ、文教施設協会協会賞を受賞している。

## 学区
行政区で記載。
- 小泉浜区、小泉町区、小泉西区、小泉東区、馬籠上沢区、馬籠区、馬籠町区、漆原区、松ヶ沢区、猪の鼻区、表山田区、津谷下町区、津谷街区、津谷仲町区、津谷上町区、津谷舘岡区、登米沢区、風越区、津谷大沢区、林の沢区、猪の巣区、坊の倉区、下川内区、上川内区

出典：

## 進学前小学校
- 気仙沼市立津谷小学校（本吉町津谷）[17]

## アクセス

### BRT
- 気仙沼線BRT - 本吉駅から徒歩で約20分

### 路線バス
- 「本吉響高校前」バス停（ミヤコーバス）から徒歩で約8分

## 周辺
- 宮城県本吉響高等学校
- 御嶽山（みたけやま） - 学校裏にある、標高164mの山。
- 浄勝寺
- 津谷川
- 宮城県道・岩手県道18号本吉室根線